# Juncus alpinoarticulatus
Juncus alpinoarticulatus es una especie fanerógama de junco de la familia de las juncáceas. 

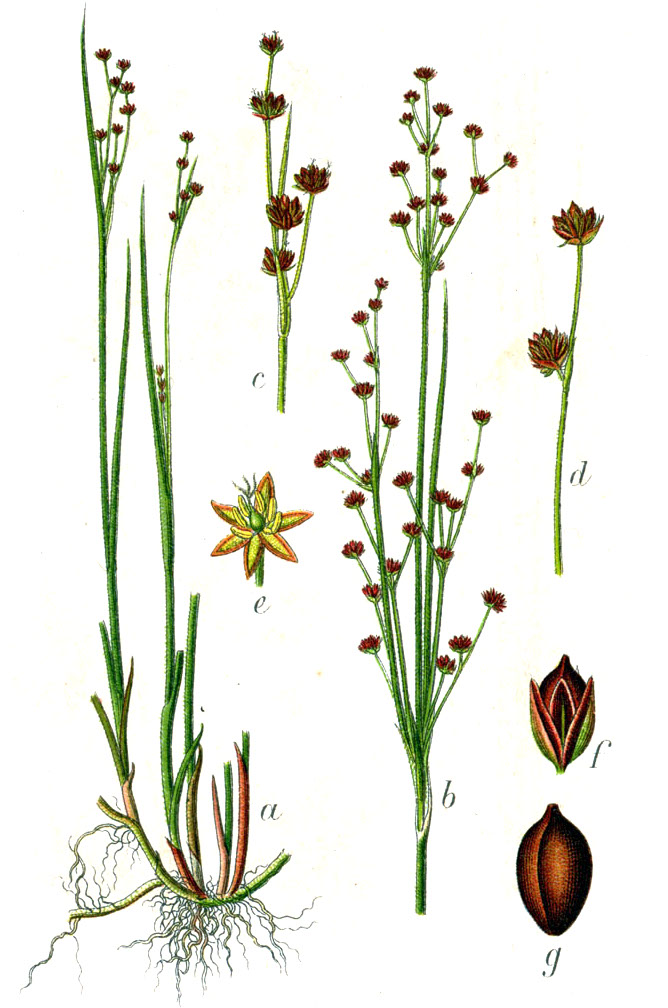
Ilustración

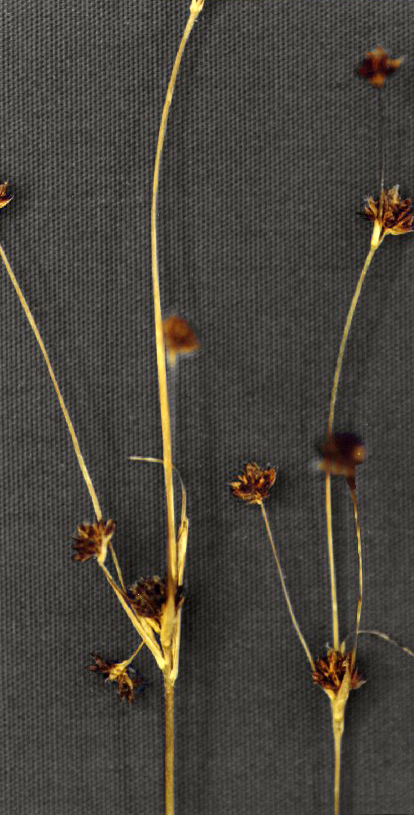
Vista de la planta

## Descripción
Es una herbácea perenne rizomatosa, que alcanza un tamaño de 0,5 a 5 dm. Rizomas de 2 a 4 mm de diámetro. Culmos erectos, cilíndricos, de 1 - 3 mm de diámetro, lisos. Catáfilos 0 - 1, de color pajizo o marrón, ápice agudo. Hojas: basales 0 - 2, caulinares 1 - 2 (- 5); aurículas 0,5 a 1,2 mm, ápice redondeado, escarioso, verde hoja a color amarillento, cilíndricos, 1,5 - 12 cm x 0,5  - 1,1 mm. Inflorescencias en panículas terminales de 5 a 25 cabezas, de 3 - 11 cm, ramas erguidas a ascendente; bráctea primaria erecta; cabezas con 2 - 10-flores, de 2 - 6 mm de diámetro . Flores: tépalos verdoso a color paja, lanceoladas a oblongo; tépalos externos 1,8 a 3 mm, ápice obtuso, mucronado; tépalos internos 1,6 a 2,7 mm, ápice obtuso; estambres 6, anteras 1/2 longitud del filamento. Las cápsulas equivalen a perianto generalmente exertos, castaño de color pajizo, imperfectamente 3-locular, oblongas a oblongo-ovoides, de 2,3 a 3,5 mm, ápice obtuso, las válvulas que separan a la dehiscencia. Semillas oblongas u oval, de 0,5 - 0,7 mm, sin cola. Tiene un número de cromosomas de 2n = 40. Fructificación mediados de verano - otoño.

## Distribución y hábitat
Se encuentra en las praderas húmedas, playas de arena y grava, caliza a menudo, pantanos y piscinas arcillosas sobre roca, a una altitud de 0 - 2600 m; en Groenlandia; Norteamérica y Eurasia.

## Taxonomía
Juncus alpinoarticulatus fue descrita por Dominique Chaix y publicado en Histoire des Plantes de Dauphiné 1: 378. 1786.
Etimología
Juncus: nombre genérico que deriva del nombre clásico latino  de jungere = , "para unir o vincular", debido a que los tallos se utilizan para unir o entrelazar".
alpinoarticulatus: epíteto latino que significa "articulada  de montaña".
Variedades
- Juncus alpinoarticulatus subsp. alpestris (Hartm.) Hämet-Ahti
- Juncus alpinoarticulatus subsp. alpinoarticulatus
- Juncus alpinoarticulatus subsp. americanus (Farw.) Hämet-Ahti
- Juncus alpinoarticulatus subsp. fischerianus (Turcz. ex V.I.Krecz.) Hämet-Ahti
- Juncus alpinoarticulatus subsp. fuscescens (Fernald) Hämet-Ahti
- Juncus alpinoarticulatus subsp. rariflorus (Hartm.) Holub

Sinonimia
- Juncus acutiflorus var. alpinus (Vill.) Gaudin
- Juncus alpinus Vill.
- Juncus fuscoater var. minor Spenn.
- Juncus mucroniflorus Clairv.
- Juncus ustulatus var. alpinus (Vill.) Gaudin

subsp. alpestris (Hartm.) Hämet-Ahti
- Juncus alpestris Hartm.

subsp. alpinoarticulatus
- Juncus carpaticus Simonk.
- Juncus fuscoater Schreb.
- Juncus sosnowskyi Novikov
- Juncus ustulatus Hoppe

subsp. americanus (Farw.) Hämet-Ahti
- Juncus affinis R.Br.

subsp. fischerianus (Turcz. ex V.I.Krecz.) Hämet-Ahti
- Juncus fischerianus Turcz. ex V.I.Krecz.

subsp. rariflorus (Hartm.) Holub
- Juncus marshallii Pugsley
- Juncus nodulosus Wahlenb.
- Juncus rariflorus Hartm.[5]